# ألفونس شيبرز
ألفونس شيبرز (بالفرنسية: Alfons Schepers)‏ ولد بتاريخ 27 أغسطس 1907 في بلجيكا، وتوفي في 1 ديسمبر 1984 في بلجيكا، كان دراج بلجيكي في صنف سباق الدراجات على الطريق.

## سجل النتائج

### سباقات أو مراحل فاز بها
- طواف فرنسا
- طواف إسبانيا